# Sainte-Lucie-des-Laurentides
Sainte-Lucie-des-Laurentides es un municipio canadiense situado en la provincia de Quebec.

## Superficie
Sainte-Lucie-des-Laurentides tiene una superficie de 108,98 km².

## Demografía
En 2021, tenía 1445 habitantes, una densidad poblacional de 13,3 hab./km², y 953 viviendas.